# Carli Nagelmüller
Karolina „Carli“ Nagelmüller (* 21. Oktober 1883 in Reindorf, heute zu Wien; † 12. Februar 1930 in Wien) war eine Diseuse, Sängerin und Komikerin.
Carli Nagelmüller war eine bekannte Varietésängerin und Komikerin in den Kabarettlokalen Wiens. Sie trat unter anderem im Cabaret Fledermaus, im Kabarett Hölle und im Simpl auf. Zwischen 1908 und 1914 war sie mit dem Kabarettisten Fritz Grünbaum verheiratet.